# Bilal Gbadamassi
Bilal Gbadamassi (Amszterdam, 1997. szeptember 23. –) holland válogatott vízilabdázó, a Szolnoki Dózsa játékosa center poszton.

## Sportpályafutása
2015-ben hazája korosztályos nemzeti együttesével 11. helyen végzett a kazahsztáni junior világbajnokságon, majd két évvel később ugyanezen tornán szintén holland színekben 14. helyezést ért el. 2018 és 2021 között a szerb Partizan Beograd játékosa volt, majd pályafutását a Živko Gocić által vezetett OBI-es Szolnoki Dózsában folytatta.